# Фогельсберг
Фогельсберг (нем. Vogelsberg) — горы средней высоты в федеральной земле Гессен. Это единственный щитовой вулкан Германии и одновременно самый большой базальтовый массив Европы.

## Географическое положение
Фогельсберг находится в административном районе Фогельсберг в 60 км северо-восточнее Франкфурт-на-Майне между городами Альсфельд, Фульда, Бюдинген и Нидда.
Фогельсберг, покрытый лесами, является юго-западной частью горной страны Восточного Гессена. Через него проходит большая часть водораздела между Рейном и Везером. На его вершинах располагается природный парк «Верхний Фогельсберг».

## Возникновение
Фогельсберг, бывший щитовой вулкан, с несколькими побочными кратерами, возник около 19 миллионов лет назад в верхнетретичный период, был активен на протяжении десяти миллионов лет и уже семь миллионов лет не действует. Фогельсберг тесно связан с вулканизмом в Гессенской низине, который оставил следы своей деятельности в Нижней Саксонии вплоть до Аделебзена. Сегодня он вдвое больше Этны, занимает площадь 2500 км², а его основание 60 км диаметром.
Больше ни в одном ландшафте Центральной Европы не встречается таких мощных застывших лавовых потоков, как на Фогельберге. Фогельсберг состоит из множества перекрывающих друг друга базальтовых пластов, которые террасообразно-ступенчато спускаются с высоты от 600 до 773 м с плато Обервальда до самого низа.
Фогельсбергский массив имеет отвалы из базальта и туфа, верховые болота и дремучие леса. Многочисленные пешеходные тропы проходят не только по Обервальду. Большая часть Обервальда находится под охраной государства. Так, например, лес в природном заповеднике «Тауфштейн» с 1906 года является девственным лесом. На северном склоне Тауфштейна есть большие отвалы базальта.

## Вершины
Вершины Фогельсберга — это бывшие кратеры основного вулкана. Ниже перечислены вершины по высоте над уровнем моря:
- Тауфштейн (нем. Taufstein) (773м)
- Гогеродскопф (нем. Hoherodskopf) (764м)
- Семь клёнов (нем. Sieben Ahorn) (753м)
- Герхенгайнские высоты (нем. Herchenhainer Höhe) (733м)

В Фогельсберге берут начало многочисленные источники, ручьи и речки, текущие во всех направлениях света:
- Антреф (32 км)
- Брахт
- Веттер (68 км)
- Гильгбах
- Лаутер
- Людер (40 км)
- Лумда (33,7 км)
- Нидда (98 км)
- Ниддер (63 км)
- Ом (59 км)
- Фельда
- Хорлоф (45 км)
- Шлитц (12 км)
- Швальм (97 км)

Среди озёр и прудов можно назвать:
- Антрифтальшперре
- Гедернское озеро
- Ниддаштаузе
- Нидермозер-Зе

## Туризм
Фогельсберг известен своими курортами для зимних видов спорта на Герхенгайнских высотах и Гогеродскопфе.
Летом наряду с пешими прогулками туристам предлагаются и велосипедные маршруты. Кроме того, по выходным из Шоттена, Штокхайма, Нидды, Лаубаха, Мюке и Шлитца ходят рейсовые автобусы с прицепами для велосипедов в горы Фогельсберга. Таким образом, можно без труда преодолевать большие перепады высот.
Велосипедные маршруты «Дорога к вулкану» (нем. Vulkanradweg) и «Зюдбанрадвег» (нем. Südbahnweg) гудронированы, поэтому отлично подходят для катания на роликовых коньках. В природном парке Фогельсберг и его окрестностях существует сеть тематических велосипедных маршрутов для велосипедистов с хорошей физической подготовкой, а также около 70 км велосипедных дорог для горных велосипедов.
На горе Гогеродскопф находится информационный центр природного парка «Верхний Фогельсберг» (Hoher Vogelsberg) и туристический центр города Шоттен, открытый ежедневно с апреля по октябрь и с рождественских каникул по февраль. Здесь же начинается 8-километровый серпантин. Особенно красива круговая пешеходная тропа «Кольцо вулкана Фогельсберг» (нем. Vulkanring Vogelsberg), длиной 125 км, проходящая через весь природный парк. Фогельсберг пересекает также «Дорога Бонифация» (нем. Bonifatiusweg), ведущая по следам похоронной процессии святого Бонифация из Майнца в Фульду.
Здесь есть летняя санная трасса, веревочный курс на деревьях, многочисленные пешеходные маршруты и несколько ресторанов.